# Szabla wz. 34

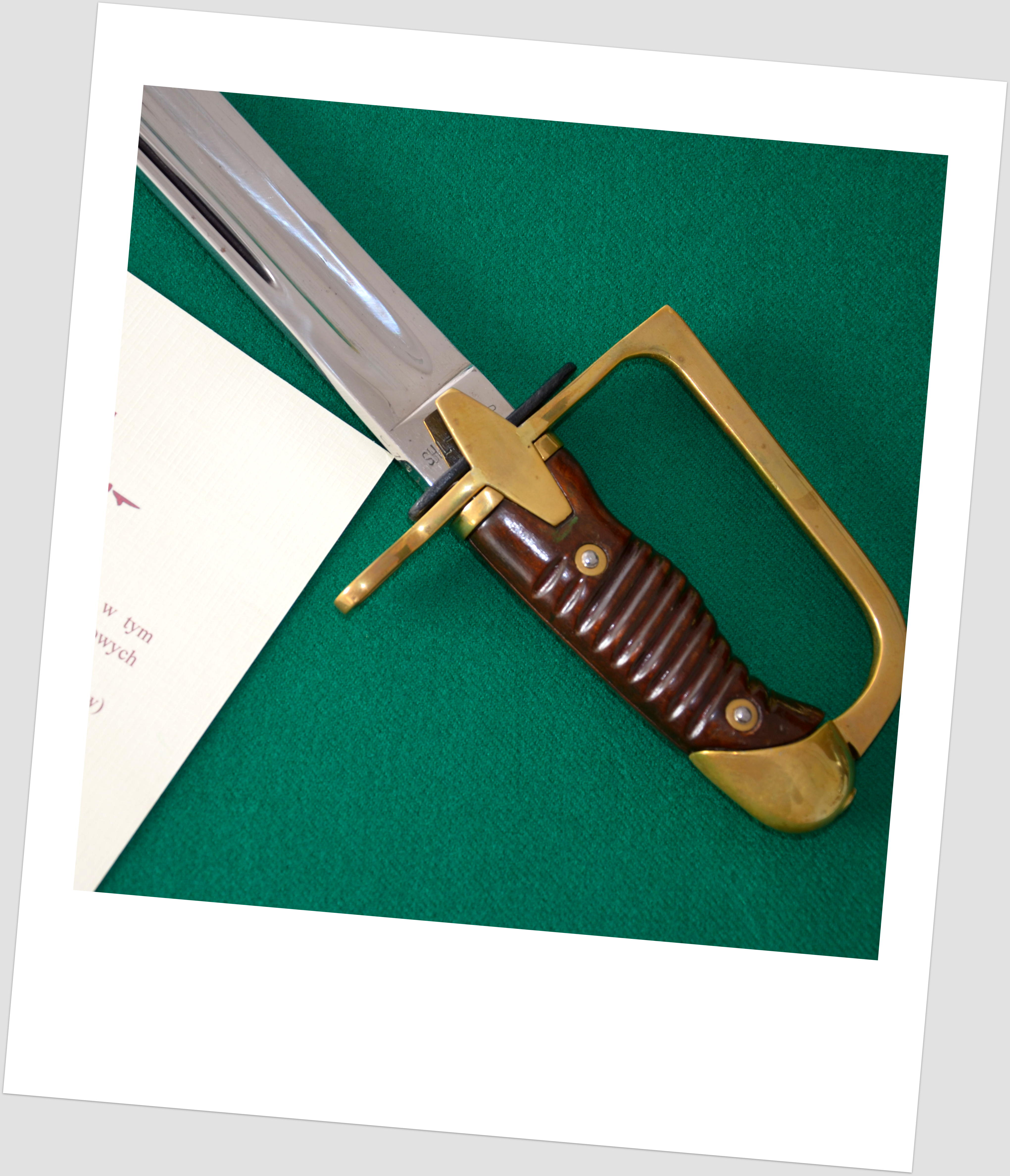
Szabla wz. 34 „ludwikówka”

Szabla wz. 34 („ludwikówka”) – szabla używana przez kawalerię i policję konną II Rzeczypospolitej w latach 1935–1939. Nazwa „ludwikówka” pochodziła od miejsca wytwarzania, tj. od Huty „Ludwików” w Kielcach. Szabla miała bardzo dobre właściwości eksploatacyjne i użytkowe. Jest uważana za najlepszą polską szablę bojową, cieszy się dużą estymą wśród miłośników militariów. Była ostatnią polską szablą bojową, używaną w wojnie obronnej Polski we wrześniu 1939 – Wojsko Polskie posiadało około 40 tys. tych szabel. Jako szabla reprezentacyjna jest używana przez żołnierzy Szwadronu Kawalerii Wojska Polskiego.

## Geneza
Po odzyskaniu niepodległości przez Polskę w 1918 roku na uzbrojeniu Wojska Polskiego, wyposażanego początkowo w uzbrojenie przekazane przez aliantów i pozyskane z armii zaborców, znalazło się wiele typów szabli. Ta różnorodność powodowała problemy logistyczne i szkoleniowe, stąd już w 1921 roku opracowano i wdrożono do użytkowania nową szablę, wz. 21, jako wyposażenie regulaminowe dla tych wszystkich rodzajów sił zbrojnych, dla których szable były przewidywane. W 1922 roku dopuszczono oficerską odmianę tej szabli – wz. 21/22. Nowe szable nie spełniły wymagań kawalerzystów: ulegały często uszkodzeniom, były nieergonomiczne – krytykowano ich złe wyważenie, utrudniające walkę, zwłaszcza z siodła. Liczba wyprodukowanych szabel okazała się też za mała jak na potrzeby jednostek kawalerii: 23 600 szt. wobec potrzebnych 48 900 szt. (wg etatu z 1922 roku).
W związku z tym w sierpniu 1928 roku Komitet ds. Uzbrojenia i Sprzętu powołał komisję, której celem była ocena przepisowej broni kawaleryjskiej. Przewodniczącym komisji został płk. Zbigniew Brochwicz-Lewiński ze Sztabu Głównego, w jej skład weszli przedstawiciele różnych departamentów MSWojsk., specjaliści z Instytutu Badań Materiałów i Uzbrojenia oraz prof. Bronisław Gembarzewski, dyrektor Muzeum Wojska Polskiego. Komisja ustaliła, że szable użytkowane przez formacje kawaleryjskie nie spełniają wymogów technicznych i estetycznych, w konsekwencji rozpisano konkurs na opracowanie nowoczesnej szabli. Według wymagań Komisji, broń miała nadawać się do zadawania cięć i pchnięć, jej masa nie powinna przekraczać 1,6 kg, długość klingi określono na 830–860 mm, długość rękojeści na 110–115 mm, szerokość pióra na nie więcej niż 32 mm. Kabłąk miał być załamany pod kątem prostym. Okładki rękojeści miały być wykonane z materiału nie ziębiącego dłoni, a wszystkie metalowe części uchwytu miały być w nich zagłębione. Pochwa miała być dokładnie spasowana z szablą, tak, aby broń nie hałasowała.
Prototypy na konkurs zgłosiło sześciu oferentów: Fabryka Narzędzi Chirurgicznych Weterynaryjnych i Narzędzi Stalowych Ostrych Alfons Mann S.A. (3 warianty), Towarzystwo Fabryki Motorów Perkun S.A. (2 warianty), gen. Mikołaj Waraksiewicz (3 warianty), płk. Tomasz Dobrzański (3 warianty), płk. Eugeniusz Szpręglewski (2 warianty), mjr Vela bek Jedigar (3 warianty), ponadto w konkursie testowano szablę „poniatówkę”. Komisja negatywnie oceniła przedstawione prototypy, jednak w celu dalszych badań i rozwoju zamówiono próbne serie szabli „Perkuna”, gen. Waraksiewicza, płk. Dobrzańskiego i „poniatówki”, które uznano za perspektywiczne. Produkcję szabel serii próbnej, w skład której wchodziło po 30 szt. szabel każdego z wybranych modeli (w tym obydwa warianty szabel „Perkuna” i 3 warianty „poniatówki”) zlecono zakładom „Perkun”. Zamówienie zostało zrealizowane do marca 1933 roku, szable przydzielono do testów w jednostkach liniowych (1., 3., 4., 25. pułkach ułanów i w 10 psk lub 1 pszw), do listopada tego roku ukończono raport z prób. Na jego podstawie w 1934 r. gen. Waraksiewicz i płk. Dobrzański otrzymali polecenie stworzenia kolejnego prototypu. Próbna seria tego modelu, licząca 150 szt., była gotowa 1 marca 1935 r.  Komisja, której przewodniczył gen. Bolesław Wieniawa-Długoszowski, po niewielkiej poprawce dotyczącej rękojeści, zarekomendowała nowy typ szabli wojsku. Serię próbną przez 3 miesiące eksploatowano w wybranych pułkach kawalerii – testy potwierdziły walory użytkowe broni, przewyższały one porównywane zagraniczne szable kawaleryjskie. W dniu 26 sierpnia 1935 roku minister MSWojsk. przyjął szablę na uzbrojenie kawalerii jako: szabla wzór 1934, a 22 lutego 1936 roku szef Departamentu Uzbrojenia skierował ją do produkcji.
W czerwcu 1936 r. szef Departamentu Kawalerii zaproponował zaprojektowanie oficerskiej wersji szabli wz. 34, z przeznaczeniem dla oficerów kawalerii oraz oficerów innych broni i służb, którym przysługiwała szabla. Do wybuchu wojny nie wprowadzono do uzbrojenia tej wersji, choć pojawiła się ona w ofercie producenta – wyróżniała się niklowaną (lub chromowaną ) klingą i pochwą. Jedną z wersji szabli oficerskiej otrzymał gen. Edward Śmigły-Rydz z okazji awansu na marszałka. W dokumentach fabryki „Ludwików” znaleziono potwierdzenie wyprodukowania co najmniej 236 szt. szabli w wersji oficerskiej. Różnicę pomiędzy szablą żołnierską a tą przeznaczoną dla oficerów stanowił jedynie rodzaj wykończenia oraz dodatkowa ryfka .

## Produkcja
Szabla była produkowana w Hucie „Ludwików” w Kielcach. Od nazwy producenta nieoficjalnie nazywano ten wzór szabli „ludwikówką”, nawiązując do tradycji nazewniczych wcześniejszych słynnych polskich szabel („batorówek”, „zygmuntówek”). Za przygotowania do produkcji szabli w zakładzie był odpowiedzialny inż. Mieczysław Gliniecki. Maszyny do produkcji (walcarkę ) zakupiono w zakładach Kesselring w Solingen.
Szabla powstawała z materiałów pochodzących z Polski. Stal, w postaci prętów, dostarczała katowicka huta „Baildon”. Była to niskostopowa stal sprężynowa, chromowo-krzemowa, zawierająca 0,45–0,55% węgla, 0,3–0,5% manganu, 0,8–1,1% krzemu, 0,9–1,2% chromu, do 0,4% niklu, ilość siarki, podobnie jak fosforu, nie przekraczała 0,035% (przedwojenna norma PKN/H-84032, odpowiednikiem tej stali, zgodnie z normą PN-74/H-84032, jest stop 50HS). Jakość materiału kontrolowano w Mechanicznej Stacji Doświadczalnej Politechniki Lwowskiej.
Wytwarzanie głowni następowało w kilku etapach. Pręt stalowy, o długości odpowiednio mniejszej od długości klingi, nagrzewano w piecach muflowych w osłonie gazowej, i walcowano na gorąco, a następnie kuto, aby uzyskać pożądany kształt. Hartowanie odbywało się po podgrzaniu głowni do temperatury 840–870 °C, czynnikiem chłodzącym był olej. Odpuszczanie następowało w temperaturze 470–520 °C . Powstające głownie miały twardość w zakresie 385-445 HB (41-47 HRC). Deformacje po obróbce cieplnej korygowano ręcznie. Głownię polerowano na szlifierkach. Krawędzie tnące ostrzono na brusach z piaskowca szydłowieckiego. Części mosiężne rękojeści (kabłąk, kapturek, głowicę) wytłaczano na prasach tarczowych . Okładki rękojeści były wykonywane z drewna bukowego i ręcznie pasowane do trzpienia w taki sposób, by słoje układały się pod kątem do osi trzpienia a otwory na śruby mocujące nie znajdowały się na jednym słoju. Drewno było impregnowane pokostem i malowane ciemnowiśniowym lakierem (seria A i częściowo B). Okładki szabli z późniejszych serii nie malowano, natomiast do pokostu dodawano barwnik. Pochwę szabli produkowano z taśmy stalowej o małej zawartości węgla, przez naciągnięcie na przygotowaną stalową „duszę” i zaspawanie w tylnej części. Pochwę hartowano, ponieważ jednak w trakcie tego procesu krzywiły się, trzeba je było ręcznie prostować. W pochwie montowano drewniane wodzidła, zapobiegające pobrzękiwaniu klingi o pochwę.
Głownie znakowano walcując przy nasadzie napis „H. LUDWIKÓW/KIELCE/S. wz. 34” oraz znak handlowy producenta (początkowo: HL wpisane w trójkąt, później skrót SHL w okręgu). Na grzbiecie klingi wybijano numer seryjny. Cechę kontroli wojskowej rzeczoznawca z Centrali Odbioru Materiałów Uzbrojenia nanosił na klindze i na ostrodze pochwy. „Ludwikówki” produkowano w seriach: numery pierwszej nie posiadały żadnego prefiksu, w kolejnych przed numerami seryjnymi umieszczano litery (odpowiednio: A, B, C lub D).
W październiku 1935 roku wojsko zamówiło pierwszą partię 16 tys. szabel, zamówienie zrealizowano pomiędzy kwietniem a październikiem 1936 roku. Następne zamówienie opiewało na 14 470 szt., z terminem realizacji do lipca 1938 r. W 1938 roku wojsko posiadało na stanie 39 564 szable wz. 34. Wyprodukowano także 220 szabel dla Dywizjonu Konnego Policji Państwowej. Po wojnie w magazynach fabrycznych odnaleziono ponadto około 1500 głowni „ludwikówek”.
Koszt produkcji jednego egzemplarza wraz z pochwą określono na 25 zł, cena dla wojska wynosiła 38 zł (34,75 zł w 1937 r. ). Cena zestawu (szabla i pochwa) w wersji oficerskiej niklowanej początkowo wynosiła 51 zł, a w wersji chromowanej – 55 zł , do roku 1939 uległa obniżeniu do, odpowiednio, 44 i 40 zł.

## Opis szabli

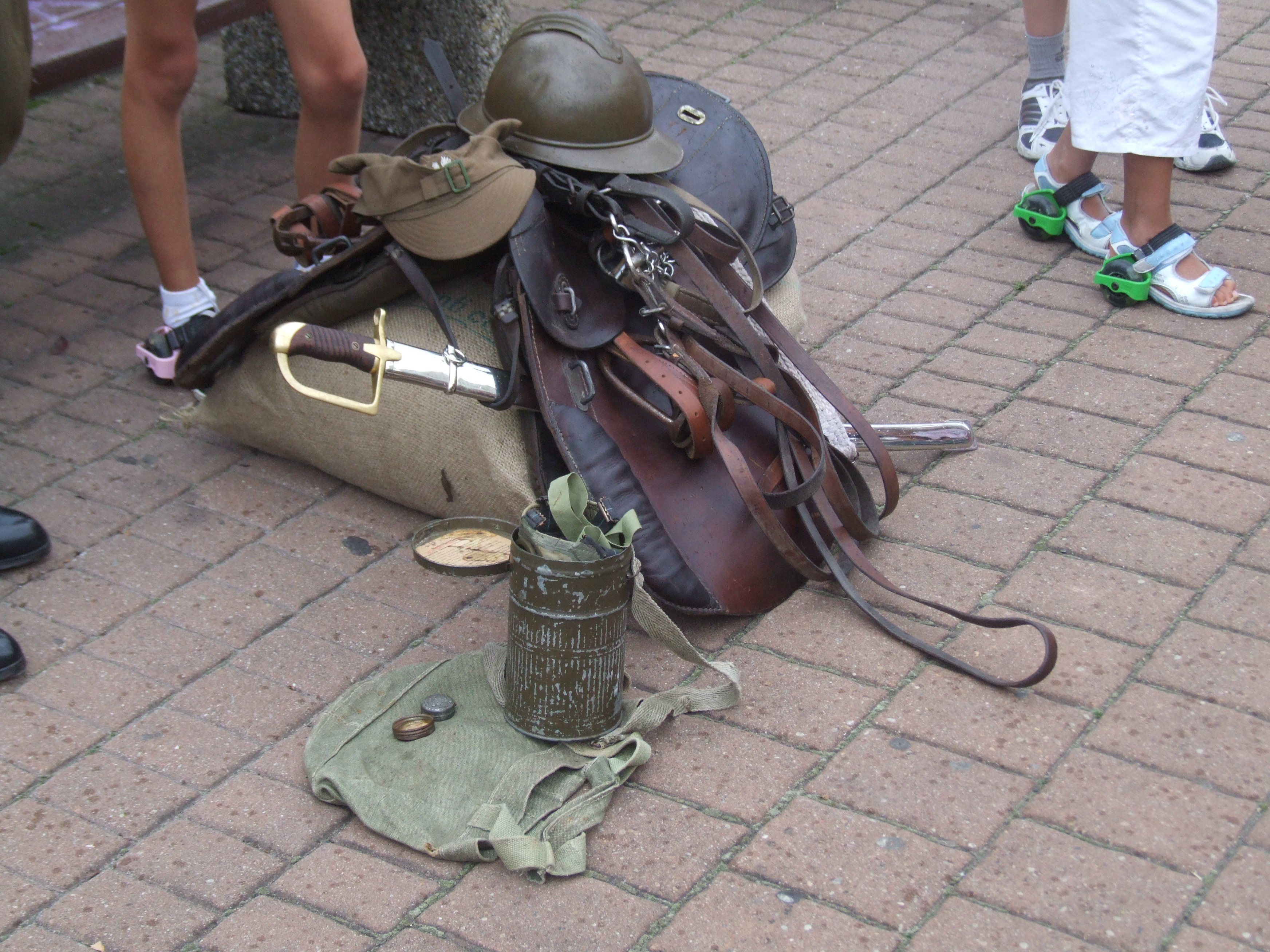
Replika szabli wz. 34 stroczona do siodła.

Formą „ludwikówka” nawiązywała do polskich szabel husarskich z drugiej połowy XVII w. Długość całkowita szabli wynosiła 955 mm, z czego głownia miała długość 825 mm a rękojeść 105 mm. Głownia była na większości długości jednosieczna, lekko wygięta (krzywizna wynosiła 30 mm), zakończona dwusiecznym piórem o długości 210 mm. Grubość głowni na grzbiecie przy rękojeści wynosiła 8 mm, a przy piórze 4 mm, szerokość – 34 mm. Płazy miały szerokie zbrocze nad ostrzem, pod grzbietem natomiast – wąską bruzdeczkę (żłobinę). Rękojeść o długość 10,5 cm miała oprawę mosiężną, z okładkami z drewna bukowego z karbowaniami. Okładziny zamocowane były dwiema stalowymi śrubami z mosiężnymi nakrętkami i mosiężnym pierścieniem wzmacniającym u nasady. Wąsy długości 5 cm każdy. Jelce mosiężne miały długość 13 cm i tworzyły temblak połączony z trzpieniem głowni. Otwór temblaka miał kształt kroplowy. Jelec załamywał się pod kątem prostym od przodu szabli i tworzył zamknięty kabłąk, łączący się w głowicy z trzpieniem rękojeści. Kapturek mosiężny był zamocowany nakrętką do trzpienia głowni. Podkładka skórzana nasunięta na nasadę głowni. Pochwa stalowa miała długość 850 mm, szerokość 42,5 mm i grubość 14,5 mm. Była oksydowana, miała jedną ryfkę składającą się z pierścienia z ogniwkiem i ruchomego koluszka, zakończona była płaską, prostokątną wlutowaną ostrogą. Masa szabli z pochwą wynosiła 1,46 kg, masa samej szabli – 0,91 kg. Środek ciężkości znajdował się w odległości ok. 180 mm od jelca.
Istniały niewielkie różnice w wykończeniu rękojeści pomiędzy kolejnymi seriami szabli wz. 34. W egzemplarzach serii prototypowej słoje okładzin rękojeści układają się równolegle do osi trzpienia, pomiędzy jelcem a okładzinami nie ma skórzanej podkładki, ponadto głownie sygnowane są jako wz. 35. W kolejnych seriach słoje okładzin rękojeści są ułożone pod kątem ok. 15 stopni w stosunku do trzpienia. Szable początkowych serii produkcyjnych (bez prefiksu literowego, z prefiksem A, większość serii z prefiksem B) mają okładziny malowane ciemnoczerwonym lakierem. Końcówka serii B i seria C ma okładziny nielakierowane, jednak ich ciemna barwa świadczy najprawdopodobniej o tym, że do pokostu dodano o barwnik. Ponadto nacięcia na okładzinach są głębsze niż we wcześniejszych seriach. Szable wz. 34 sprzedawane osobom prywatnym przez producenta miały rękojeści malowane na czarno, ich pochwy zaopatrzone były w dwie ryfki.
Do szabli opracowano nowy wzór temblaka, który miał ułatwić chwyt i użytkowanie broni w warunkach polowych. Był on skórzany, jednolity – bez możliwości regulowania długości. Pomimo opracowania nowego modelu temblaka do szabel wz. 34, żołnierze używali do niej także innych regulaminowych temblaków. Opracowano również nowy rodzaj żabki do przypinania szabli (żabka wz. 38), jednak przed wybuchem II wojny światowej nie uruchomiono jej produkcji. Żołnierze używali w związku z tym żabek istniejącego, regulaminowego wzoru. Miały one formę tarczy ze sztywnej skóry, z trzema troczkami do mocowania pochwy oraz dwoma paseczkami o regulowanej długości, zakończonych karabińczykami, które służyły do podwieszenia do pasa głównego. Szable wz. 34 na potrzeby mobilizacyjne kompletowano wraz z żabką i temblakiem, i opisywano w zestawieniach uzbrojenia jako zestaw nr 7.
Szabla noszona była przy lewym boku, zawieszona na żabce przy pasie głównym. Do siodła troczona była pod lewą tybinką dwoma rzemieniami trocznymi tak, by pochwa opierała się o przystulicę, a rękojeść szabli znajdowała się przed stroczonym do siodła płaszczem. Szabla powinna być tak podciągnięta rzemieniami, by jej położenie było dostosowane do budowy konia i nogi jeźdźca.

## Wymagania techniczne
Próby kontrolno-odbiorcze „ludwikówek” przeprowadzali rzeczoznawcy Centrali Odbioru Materiałów Uzbrojenia. Próby odbywały się na koszt wojska, koszt ponownego testowania partii odrzuconej w pierwszym podejściu ponosił producent. Aby szabla wz. 1934 zakwalifikowana została do odbioru musiała :
- przebić sztychem blachę grubości 2 mm przez spuszczenie głowni z wysokości 2 m;
- pięciokrotnie przeciąć pręt stalowy o średnicy 5 mm, położony na podkładzie ołowianym bez uszkodzenia ostrza;
- przejść próbę uderzenia grzbietem i płazem głowni w obły pień twardego drewna bez pęknięć okładziny i uszkodzenia głowni;
- głownia oparta na drewnie i poddana ręcznemu naciskowi kilkakrotnie i obustronnie (strzałka ugięcia 150 mm w każdą stronę) nie mogła się odkształcić;
- pochwa płasko ułożona na dwóch podkładkach (przy szyjce i ostrodze), obciążona ciężarem 120 kg, nie mogła wykazać odkształceń ani pęknięć.

Protokół odbioru partii dla Policji Konnej przewidywał nieco odmienny zestaw prób (szabla: trzykrotne cięcie drutu o średnicy 5,5 mm; uderzenie obuchem i płazem o kloc dębowy; pięciokrotne przeginanie do strzałki 150 mm; sprawdzenie wymiarów i środka ciężkości; pochwa: obciążenie 100 kg przy rozstawie podpór 700 mm, sprawdzenie siły potrzebnej do wyciągnięcia dławika (>40 kg); oględziny i sprawdzenie wymiarów; zespół szabla-pochwa: sprawdzenie siły do wyciągnięcia szabli z pochwy (5-10 kg)).
Szable wz. 34, które nie przeszły odbioru wojskowego, były sprzedawane przez producenta osobom prywatnym, jako tzw. „szable oficerskie”.

## Ocena i zastosowanie

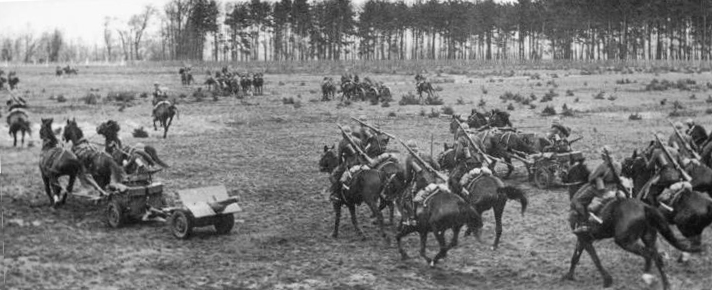
Żołnierze Wielkopolskiej Brygady Kawalerii w trakcie bitwy pod Bzurą. Szable wz. 34 stanowiły jeden z etatowych elementów uzbrojenia polskich kawalerzystów w czasie wojny obronnej 1939 r.

Szabla miała bardzo dobre właściwości wytrzymałościowe i użytkowe  . Rękojeść była odporna na złamanie, okładki były zamocowane w sposób uniemożliwiający wyrwanie głowni z uchwytu, materiał, z którego były wykonane i sposób mocowania nie ziębiły dłoni. Profil klingi zapewniał odpowiednią wytrzymałość przy ciosach i zastawach, a jednocześnie jego ukształtowanie ograniczało masę głowni. Przeznaczona dla kawalerzystów, szabla znakomicie sprawdziła się w walce. Jest uważana za najlepszą polską szablę bojową, dystansowała konkurencyjne konstrukcje zagraniczne. Za wadę konstrukcyjną może być uznany karb, znajdujący się ok. 20 mm przed górnym końcem zbrocza – klingi czasami pękały w tym miejscu. Szabla wz. 34 jest uważana za najsławniejszą polską szablę okresu międzywojennego, i jako taka cieszy się szczególną estymą wśród osób interesujących się militariami i kolekcjonerów.
1 lipca 1938 roku Wojsko Polskie posiadało 39 564 szabel wz. 34. Jednostki kawalerii otrzymały je dla całego stanu przewidzianego w tabeli mobilizacyjnej. Otrzymały je również inne jednostki, a to Szkoła Podchorążych Rezerwy Artylerii we Włodzimierzu Wołyńskim, czy 2 pułk artylerii lekkiej. W regulaminach polskiej kawalerii II RP przewidziano, że zasadniczo kawalerzyści mają walczyć po spieszeniu, konie zaś miały zapewniać zwiększoną manewrowość jednostek. Szarże z wykorzystaniem broni białej dopuszczane były w określonych przypadkach. W czasie kampanii wrześniowej miały miejsce takie szarże – szable wz. 34 zostały więc wykorzystane w walkach, tym samym „ludwikówka” została ostatnią polską szablą zastosowaną bojowo. W „ludwikówki” wyposażono też obydwa szwadrony Dywizjonu Konnego Policji Państwowej.
Kilka egzemplarzy szabli wykonano z przeznaczeniem na upominki. Były one bogato grawerowane. Otrzymali je m.in. król rumuński, gen. Mieczysław Maciejowski oraz dyrektor naczelny Huty „Ludwików” inż. Otmar Kwieciński .
Głownie odnalezione po wojnie w SHL wykorzystano do produkcji narzędzi ogrodniczych (skrobaczek, noży do sieczkarni).
Wykonane w czasach współczesnych szable wz. 34, stanowią wyposażenie reprezentacyjnego Szwadronu Kawalerii Wojska Polskiego, kultywującego tradycje polskich formacji kawaleryjskich. Szable wykonała w roku 2002 łódzka fabryka WIFAMA, na zamówienie prezesa Stowarzyszenia Szwadron Jazdy RP. Projekt tych szabli bazuje na szabli wz. 34, jednak różni się nieco od pierwowzoru, stąd określane są one jako szable wz. 1934/2002. Na głowni szabli z jednej strony wybita jest nazwa producenta (WIFAMA ŁÓDŹ 2002) a z drugiej sygnatura SPK (Szabla polskiej kawalerii) i kolejny numer. Numer szabli jest też wybity na grzbiecie szabli i na ostrodze pochwy. Na głowniach wytrawiono orła według wzoru z 1927 roku oraz napis „Honor i Ojczyzna”.